# Antonin Dubost

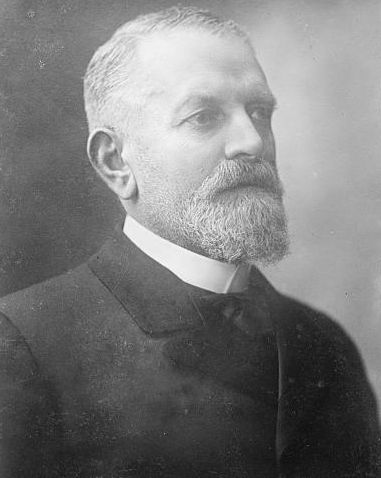
Antonin Dubost (1910)

Henri-Antoine Dubost, genannt Antonin Dubost (* 6. April 1844 in L’Arbresle; † 16. April 1921 in Paris), war ein französischer Politiker. Von 1906 bis 1920 war er Präsident des französischen Senats.

## Leben und Wirken

### Zweites Kaiserreich und Deutsch-Französischer Krieg
Dubost war zunächst als Schreiber in einer Anwaltskanzlei in Lyon tätig und ließ sich dann in Paris nieder, wo er Sekretär des republikanischen Politikers François-Désiré Bancel wurde. Als Republikaner im Second Empire arbeitete Dubost für die oppositionellen Zeitungen Courrier français und La Marseillaise. Am 4. September 1870, einen Tag nach der Abdankung Napoleons III. im Deutsch-Französischen Krieg, riefen Jules Favre und Léon Gambetta die Republik aus. Gambetta, der das Amt des Innenministers übernahm, ernannte noch an demselben Tag Antonin Dubost zum Generalsekretär der Polizeipräfektur von Paris. Während der Belagerung von Paris verließ Dubost am 18. Oktober 1870 die Stadt auf militärischer Mission mit einem der auch für die Ballonpost eingesetzten Gasballons. Am 3. Januar 1871 wurde er zum Präfekten des Départements Orne ernannt und versuchte, den Départements-Hauptort Alençon gegen deutsche Truppen zu verteidigen. Zwei Monate später reichte er seine Demission ein.

### Abgeordneter und Minister in der Dritten Republik
Im Jahr 1878 wurde Dubost Bürgermeister des Ortes La Tour-du-Pin im Département Isère und blieb 43 Jahre lang in diesem Amt. Nach La Tour-du-Pin hatte ihn die Bekanntschaft zu der reichen Witwe Français geb. Couturier geführt, die er 1879 heiratete.
Im Jahr 1879 wurde er wieder nach Paris berufen, zunächst am 7. Februar 1879 als Kabinettschef im Justizministerium, danach als Conseiller d’État.
Im Dezember 1880 zog Dubost als Vertreter des Départements Isère in die Abgeordnetenkammer ein. Dieses Mandat behielt er 16 Jahre lang, bis er es zugunsten eines Sitzes im Senat im Jahr 1897 niederlegte.
Vom 3. Dezember 1893 bis zum 30. Mai 1894 war er kurzzeitig Justizminister im Kabinett Jean Casimir-Perier.

### Senator und Senatspräsident
Im Januar 1897 stellte sich Dubost im Département Isère zur Wahl für den Senat und wurde im ersten Wahlgang gewählt. Im Senat gehörte er der Fraktion der Gauche radicale und später der radikal-sozialistischen Fraktion an. Seine Arbeit dort konzentrierte sich auf Finanz-, Budget- und Wirtschaftsangelegenheiten.
Am 16. Februar 1906 wurde er als Nachfolger von Armand Fallières ohne Gegenkandidat zum Senatspräsidenten gewählt und wurde in diesem Amt bis 1920 durchgängig wieder bestätigt. Im Januar 1920 wurde er erneut zum Senator gewählt, unterlag jedoch bei der Wahl zum Senatsvorsitz im zweiten Wahlgang Léon Bourgeois.

### Tod
Antonin Dubost starb am 16. April 1921 im Alter von 77 Jahren in Paris. Sein Nachfolger und Konkurrent um den Vorsitz des Senats, Léon Bourgeois, teilte noch an demselben Tag dem Hohen Haus den Tod Dubosts mit und würdigte ihn unter anderem als „Republikaner der ersten Stunde“ sowie „glühenden Patrioten“, der sein „gesamtes Leben der Verteidigung der Republik und des Vaterlandes gewidmet“ habe.
Etwa ein Jahr nach Dubosts Tod verbreiteten Zeitungen Angaben, denen zufolge er entgegen offiziellen Angaben nicht in seiner Wohnung gestorben war, sondern in einem Bordell. Um seine Todesumstände entwickelte sich eine Verschwörungstheorie, die von einem Mordanschlag des Geheimdienstchefs Joseph Dumas ausging.

## Werke
- Les suspects (1858)
- Des conditions du Gouvernement en France (1875)
- Danton et la politique contemporaine (1880)
- La situation actuelle et le régime parlementaire (1889)
- Danton et les massacres de septembre (1884)